# Woźnawieś (gromada)
Woźnawieś – dawna gromada, czyli najmniejsza jednostka podziału terytorialnego Polskiej Rzeczypospolitej Ludowej w latach 1954–1972.
Gromady, z gromadzkimi radami narodowymi (GRN) jako organami władzy najniższego stopnia na wsi, funkcjonowały od reformy reorganizującej administrację wiejską przeprowadzonej jesienią 1954 do momentu ich zniesienia z dniem 1 stycznia 1973, tym samym wypierając organizację gminną w latach 1954–1972.
Gromadę Woźnawieś z siedzibą GRN w Woźnejwsi utworzono – jako jedną z 8759 gromad – w powiecie grajewskim w woj. białostockim, na mocy uchwały nr 15/V WRN w Białymstoku z dnia 4 października 1954. W skład jednostki weszły obszary dotychczasowych gromad Woźnawieś, Karczewo i Orzechówka ze zniesionej gminy Pruska oraz gromada Kuligi ze zniesionej gminy Bełda w tymże powiecie. Dla gromady ustalono 12 członków gromadzkiej rady narodowej.
1 stycznia 1955 roku gromadę przyłączono do powiatu augustowskiego, lecz 1 stycznia 1958 gromada powróciła do powiatu grajewskiego.
Gromada przetrwała do końca 1972 roku, czyli do kolejnej reformy gminnej.